# Сражение при Кул Древне

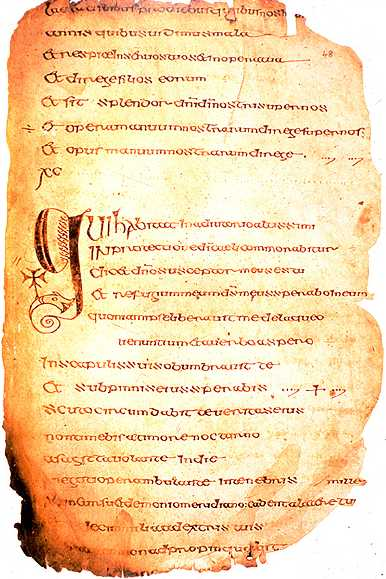
Страница манускрипта «Катах»

Сражение при Кул Древне (англ. Battle of Cúl Drevne) — сражение, состоявшееся в 561 году около ирландского селения Кул Древн (вблизи горы Бен-Балбен), в которой союзное войско правителей Северных Уи Нейллов и Коннахта разбило войско верховного короля Ирландии Диармайта мак Кербайлла. Наибольшую известность этому вооружённому конфликту принесла замешанность в нём «апостола Шотландии» Колумбы.

## Описание
О сражении при Кул Древне сообщают многие ирландские анналы (такие как «Анналы Инишфаллена», «Анналы Ульстера», «Анналы Тигернаха», «Анналы Клонмакнойса», «Анналы четырёх мастеров» и «Хроника скоттов»), а также написанное Адамнаном «Житие святого Колумбы».
«Анналы Тигернаха» и «Хроника скоттов» называют причиной вооружённого конфликта казнь королём Диармайтом принца Курнана, сына коннахтского короля Аэда мак Эхаха Тирмхарны, совершившего убийство во время проведённой верховным королём в 558 или 560 году церемонии «праздника Тары» и отдавшегося под защиту святого Колумбы.
Согласно же другим свидетельствам, поводом для конфликта стало противостояние Колумбы и Финниана Мовильского из-за книги. По преданию, гостя́ у своего друга Финниана, Колумба тайно скопировал принадлежавший тому Псалтирь. Считается, что написанным рукой Колумбы манускриптом был «Катах» (др.‑ирл. Cathach; «Боец»). Эта книга, по данным палеографических исследований созданная не позднее 650 года, является наиболее ранней из дошедших до нашего времени гиберно-саксонских рукописей.
Так как книги в VI веке были очень большой ценностью, Финниан пожаловался Диармайту мак Кербайллу, прося того заставить Колумбу отдать ему сделанную тем с его рукописи копию. Верховный король поддержал Финниана, что современными исследователями расценивается как один из наиболее ранних случаев упоминания о законодательной защите авторских прав в Средние века. Колумба отказался выполнить требование короля Диармайта и обратился за поддержкой к своим родственникам из числа Северных Уи Нейллов. В результате возникла направленная против Диармайта коалиция, в которую вошли двоюродные братья Колумбы Айнмере мак Сетнай и Ниннид мак Дуах из септа Кенел Конайлл, совместно правившие Айлехом братья Форггус мак Муйрхертайг и Домналл Илхелгах из Кенел Эогайн и король Коннахта Аэд мак Эхах Тирмхарна. Возможно, защита Колумбы была лишь предлогом для участников коалиции предъявить свои претензии на титул верховного короля Ирландии.
Предполагается, что Диармайт мак Кербайлл первым начал военные действия. Он дошёл с войском до владений своих врагов в Слайго и здесь встретился с их армией на поле битвы. Перед сражением Диармайт попросил друида Фраэхана мак Темнайна нанести вред своим противникам, но молитвы святого Колумбы не позволили тому исполнить поручение верховного короля. Возможно, участие Колумбы в битве не ограничилось только молитвенной помощью врагам Диармайта. Высказывается предположение, что святой мог с оружием в руках участвовать в этом сражении, и именно здесь получить рану, о которой сообщал в его житии Адамнан. Средневековые авторы сообщают, что в битве при Кул Древне Диармайт был наголову разгромлен своими противниками, потеряв три тысячи воинов убитыми, в то время как в войске союзников погиб лишь один воин. По словам историка Ф. Д. Бирна, поражение при Кул Древне было «величайшей неудачей» короля Диармайта.
За то, что Колумба был причиной столь кровопролитного сражения, в 562 или 563 году он был осуждён на собрании ирландского духовенства в Тайльтиу. Раскаявшись в своих ошибках, святой безропотно принял епитимью, наложенную на него святым Мо-Лайссе и удалился в изгнание в земли британских скоттов. Средневековые источники не сообщают, какую роль в осуждении Колумбы сыграл Диармайт мак Кербайлл. Однако место проведения собора — одна из королевских резиденций, где ежегодно проводились собрания ирландской знати — позволяет предположить, что святой был признан виновным не без участия верховного короля Ирландии.